# Żurrieq Football Club
El Żurrieq Football Club es un equipo de fútbol de Malta que milita en la Primera División de Malta, la segunda liga de fútbol más importante del país.

## Historia
Fue fundado en el año 1949 en la ciudad de Zurrieq, al sur de Malta y ha participado en todos los torneos organizados por la Federación de Fútbol de Malta y cuentan con la Żurrieq F.C. Youth Nursery, la cual se encarga de la formación de jugadores entre 8 y 16 años. Nunca ha sido campeón de la Premier League de Malta, aunque sí ha sido subcampeón en 1 ocasión y ha ganado el torneo de Copa 1 vez en 3 finales jugadas. También ha sido finalista de la Supercopa 1 vez.
A nivel internacional ha participado en 3 torneos continentales, en los cuales nunca ha superado la Primera ronda.

## Palmarés
- Premier League de Malta: 0
  - Subcampeón: 1

1986
- Copa Maltesa: 1

1985
- - Finalista: 2

1984, 1986
- Supercopa de Malta: 0
  - Finalista: 1

1985
- Tercera División de Malta: 0
  - Subcampeón: 1

2008–09

## Participación en competiciones de la UEFA
| Temporada | Torneo                | Ronda | Club             | Marcador               |
| --------- | --------------------- | ----- | ---------------- | ---------------------- |
| 1982/83   | Copa UEFA             | 1     | Hajduk Split     | 1–4, 0–4 (1–8 global)  |
| 1985/86   | UEFA Cup Winners' Cup | 1     | KFC Uerdingen 05 | 0–3, 0–9 (0–12 global) |
| 1986/87   | UEFA Cup Winners' Cup | 1     | Wrexham          | 0–3, 0–4 (0–7 global)  |

## Gerencia
- Presidente: John Farrugia
- Secretario: Mark Amato
- Tesorero:
- Miembros del Comité Ejecutivo:
  - Alan Amato
  - Shaun Camilleri
  - Saviour Bellizzi
  - Pawlu Bonnici
  - Anthony Bonnici
  - Saviour Farrugia

## Jugadores

### Jugadores destacados

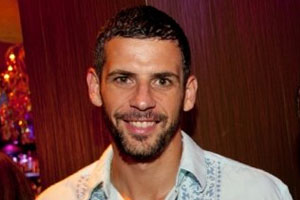
Stephen Wellman

| - Darren Bellizzi - Pierre Brincat - Godfrey Chetcuti - Gianluca De Ponti - Georgi Deanov - Reuben Debono - Joey Falzon - Mario Farrugia - Mark Farrugia - Jonathan Magri Overend - Charles Micallef - Dennis Mizzi - Charles Muscat - Adelmo Paris - Livio Pin | - Kevin Polidano - Jason Saliba - Mario Schembri - Martin Scicluna - Brian Spiteri - Nikola Slavtchev - Stephen Wellman - Edmond Zammit - Ivan Zammit |

## Entrenadores
- David Carabott (2012-2013)
- Stefan Giglio (2013-¿?)
- Brian Vella (2016-2017)
- George Magri (2020-2023)